# Эжидио де Соуза, Жадир
Жадир Эжи́дио де Соуза (порт.-браз. Jadyr Egídio de Souza; 9 апреля 1930, Сан-Паулу, по другим данным Рио-де-Жанейро — 13 августа 1977, Сан-Паулу) — бразильский футболист, центральный защитник и опорный полузащитник.

## Карьера
Жадир родился в Сан-Паулу. Он с ранних лет был вынужден трудиться, работая по самым разным специальностям: ткача, графика, торговца на рынке, механика, маляра и плотника. Одновременно Жадир занимался футболом, и даже играл за любительскую сборную Сан-Паулу. Его на просмотр пригласил клуб «Сан-Паулу Реилвэй», но игрок отказался, «боясь поставить себя в неловкое положение». Вскоре он всё же начал играть в футбол в клубе «Атлетико Бразил» из города Парагуасу-Паулиста. Ему дали заработную плату в 4 тысячи крузейро и дом для проживания. В конце 1951 года Антонио Мендес, через своего брата, который имел связи в клубе «Фламенго», сообщил Жадиру, что эта команда ищет замену Модесто Брии. Он прошёл просмотр у тренера Флавио Косты, после чего был включён в молодёжный состав клуба.
В основном составе «Фламенго» Жадир дебютировал 7 мая 1952 года во встрече с «Сан-Кристованом» (2:2). И в первый же год выиграл турнир Начала чемпионата Рио-де-Жанейро. В первых трёх турах чемпионата штата Рио-де-Жанейро в основном составе играл Брия, но затем на его место вышел Жадир и до конца чемпионата играл в старте. Клуб занял второе место в первенстве, поделив его с «Флуминенсе». Годом позже Жадир выиграл с командой чемпионат штата. При этом игрок начал сезон в качестве защитника: новый тренер Мануэль Флейтас Солич использовал схему 4-2-4, где в центре обороны вместе с Паваном играл Жадир. Однако в сентябре игрок сломал ногу в столкновении на тренировке с Сидо и не играл до окончания первенства. А в основном составе его заменил Сервилио.
В феврале 1954 года Жадир возвратился на поле, и даже участвовал в качестве капитана команды в турне клуба по Европе. А затем два года подряд праздновал победу в чемпионате штата. В клубе футболист сформировал среднюю линию команды, прозванную «Трио Кариока» (порт.-браз. Tri Carioca) и состояющую, помимо самого Жадира, из Декиньи и Жордана. При этом Жадир был передним защитником, Декинья — опорным полузащитником, а Жордан — левым латералем. В 1956 году футболист повредил связки на правой ноге, из-за чего играл очень мало, в частности, провёл лишь шесть матчей в чемпионате штата. В марте 1957 года защитник вернулся на поле и выиграл турнир Рио — Сан-Паулу. С 1959 года, после ухода Декиньи, Жадир стал капитаном «Фламенго». В 1962 году он поехал с командой в турне по Европе, где «Фламенго» противостояли различные местные команды. Там же, 1 июня, провёл последний матч за клуб, против московского «Динамо» (1:2), досрочно возвратившись на родину после травмы левого колена. Всего за клуб Жадир провёл 498 матчей (285 побед, 107 ничьих и 106 поражений) и забил 7 голов, по другим данным 472 матча (270 побед, 91 ничьих и 101 поражение) и забил 5 голов, по третьим данным 501 матч и 8 голов или 5 голов, по ещё одним данным 499 матчей и 8 голов.
Уйти из «Фламенго» Жадир попросил сам, недовольный Флавио Костой, возвратившегося в клуб. Он сыграл один матч за «Крузейро». А после семи дней в Белу-Оризонти перешёл в «Ботафого». С этим клубом он в первый же сезон стал чемпионом штата, сыграв в розыгрыше три матча. Там же он завершил карьеру, по другим данным он доигрывал в испанской «Мальорке». В конце жизни Жадир серьёзно заболел диабетом. Ему были ампутированы обе стопы. Он скончался в государственной больнице в районе Жасана в Сан-Паулу после перенесённого инсульта.

## Международная статистика
| Матчи Жадира за сборную Бразилии | Матчи Жадира за сборную Бразилии | Матчи Жадира за сборную Бразилии | Матчи Жадира за сборную Бразилии | Матчи Жадира за сборную Бразилии | Матчи Жадира за сборную Бразилии | Матчи Жадира за сборную Бразилии |
| -------------------------------- | -------------------------------- | -------------------------------- | -------------------------------- | -------------------------------- | -------------------------------- | -------------------------------- |
| №                                | Дата                             | Место проведения                 | Оппонент                         | Счёт                             | Голы                             | Турнир                           |
| 1                                | 11 июня 1957                     | Рио-де-Жанейро                   | Португалия                       | 2:1                              | —                                | Товарищеский матч                |
| 2                                | 16 июня 1957                     | Сан-Паулу                        | Португалия                       | 3:0                              | —                                | Товарищеский матч                |
| 3                                | 7 июля 1957                      | Рио-де-Жанейро                   | Аргентина                        | 1:2                              | —                                | Кубок Рока                       |
| 4                                | 10 июля 1957                     | Сан-Паулу                        | Аргентина                        | 2:0                              | —                                | Кубок Рока                       |
| 5                                | 18 мая 1958                      | Сан-Паулу                        | Болгария                         | 3:1                              | —                                | Товарищеский матч                |
| 6                                | 29 июня 1961                     | Рио-де-Жанейро                   | Парагвай                         | 3:2                              | —                                | Товарищеский матч                |

## Достижения
- Победитель турнира Начала чемпионата Рио-де-Жанейро: 1952
- Чемпион штата Рио-де-Жанейро: 1953, 1954, 1955, 1962
- Обладатель Кубка Рока: 1957
- Победитель турнира Турнир Рио — Сан-Паулу: 1961